# Natație la Jocurile Olimpice de vară din 2004
Probele sportive de natație la Jocurile Olimpice de vară din 2004 au avut loc între 14 și 21 august 2004 la Centrul acvatic olimpic.

## Rezultate

### Masculin
| Probă sportivă               | Aur | Aur         | Argint | Argint      | Bronz | Bronz       |
| 50 m liber detalii           | Gary Hall, Jr. · Statele Unite ale Americii (USA) | 21,93       | Duje Draganja · Croația (CRO) | 21,94 RN    | Roland Mark Schoeman · Africa de Sud (RSA) | 22,02       |
| 100 m liber detalii          | Pieter van den Hoogenband · Olanda (NED) | 48,17       | Roland Mark Schoeman · Africa de Sud (RSA) | 48,23       | Ian Thorpe · Australia (AUS) | 48,56       |
| 200 m liber detalii          | Ian Thorpe · Australia (AUS) | 1:44,71 RO  | Pieter van den Hoogenband · Olanda (NED) | 1:45,23     | Michael Phelps · Statele Unite ale Americii (USA) | 1:45,32 AM  |
| 400 m liber detalii          | Ian Thorpe · Australia (AUS) | 3:43,10     | Grant Hackett · Australia (AUS) | 3:43,36     | Klete Keller · Statele Unite ale Americii (USA) | 3:44,11 AM  |
| 1500 m liber detalii         | Grant Hackett · Australia (AUS) | 14:43,40 RO | Larsen Jensen · Statele Unite ale Americii (USA) | 14:45,29 AM | David Davies · Marea Britanie (GBR) | 14:45,95 RE |
|                              | |             | |             | |             |
| 100 m spate detalii          | Aaron Peirsol · Statele Unite ale Americii (USA) | 54,06       | Markus Rogan · Austria (AUT) | 54,35       | Tomomi Morita · Japonia (JPN) | 54,36 AS    |
| 200 m spate detalii          | Aaron Peirsol · Statele Unite ale Americii (USA) | 1:54,95 RO  | Markus Rogan · Austria (AUT) | 1:57,35     | Răzvan Florea · România (ROM) | 1:57,56 RN  |
|                              | |             | |             | |             |
| 100 m bras detalii           | Kosuke Kitajima · Japonia (JPN) | 1:00,08     | Brendan Hansen · Statele Unite ale Americii (USA) | 1:00,25     | Hugues Duboscq · Franța (FRA) | 1:00,88     |
| 200 m bras detalii           | Kosuke Kitajima · Japonia (JPN) | 2:09,44 RO  | Dániel Gyurta · Ungaria (HUN) | 2:10,80     | Brendan Hansen · Statele Unite ale Americii (USA) | 2:10,87     |
|                              | |             | |             | |             |
| 100 m fluture detalii        | Michael Phelps · Statele Unite ale Americii (USA) | 51,25 RO    | Ian Crocker · Statele Unite ale Americii (USA) | 51,29       | Andrii Serdinov · Ucraina (UKR) | 51,36 RE    |
| 200 m fluture detalii        | Michael Phelps · Statele Unite ale Americii (USA) | 1:54,04 RO  | Takashi Yamamoto · Japonia (JPN) | 1:54,56 AS  | Stephen Parry · Marea Britanie (GBR) | 1:55,52 RN  |
|                              | |             | |             | |             |
| 200 m mixt detalii           | Michael Phelps · Statele Unite ale Americii (USA) | 1:57,14 RO  | Ryan Lochte · Statele Unite ale Americii (USA) | 1:58,78     | George Bovell · Trinidad și Tobago (TRI) | 1:58,80 RN  |
| 400 m mixt detalii           | Michael Phelps · Statele Unite ale Americii (USA) | 4:08,26 RM  | Erik Vendt · Statele Unite ale Americii (USA) | 4:11,81     | László Cseh · Ungaria (HUN) | 4:12,15     |
|                              | |             | |             | |             |
| 4x100 m liber detalii        | Africa de Sud · Roland Schoeman (48,17) RA · Lyndon Ferns (48,13) · Darian Townsend (48,96) · Ryk Neethling (47,91)                                                                               | 3:13,17 RM  | Olanda · Johan Kenkhuis (49,81) · Mitja Zastrow (49,25) · Klaas-Erik Zwering (48,51) · Pieter van den Hoogenband (46,79) · Mark Veens*                                 | 3:14,36 RN  | Statele Unite ale Americii · Ian Crocker (50,05) · Michael Phelps (48,74) · Neil Walker 47,97) · Jason Lezak (47,86) · Nate Dusing* · Gary Hall, Jr.* · Gabe Woodward*      | 3:14,62     |
| 4x200 m liber detalii        | Statele Unite ale Americii · Michael Phelps (1:46,49) · Ryan Lochte (1:47,52) · Peter Vanderkaay (1:47,79) · Klete Keller (1:45,53) · Scott Goldblatt* · Dan Ketchum*                             | 7:07,33 AM  | Australia · Grant Hackett (1:47,50) · Michael Klim (1:47,62) · Nicholas Sprenger (1:48,16) · Ian Thorpe (1:44,18) · Antony Matkovich* · Todd Pearson* · Craig Stevens* | 7:07,46     | Italia · Emiliano Brembilla (1:48,16) · Massimiliano Rosolino (1:46,24) · Simone Cercato (1:49,85) · Filippo Magnini (1:47,58) · Federico Cappellazzo* · Matteo Pelliciari* | 7:11,83     |
| 4x100 m mixt ștafetă detalii | Statele Unite ale Americii · Aaron Peirsol (53,45) RM · Brendan Hansen (59,37) · Ian Crocker (50,28) · Jason Lezak (47,58) · Lenny Krayzelburg* · Mark Gangloff* · Michael Phelps* · Neil Walker* | 3:30,68 RM  | Germania · Steffen Driesen (54,26) · Jens Kruppa (1:00,50) · Thomas Rupprath (51,40) · Lars Conrad (47,46) · Helge Meeuw*                                              | 3:33,62 RE  | Japonia · Tomomi Morita (54,25) AS · Kosuke Kitajima (59,35) · Takashi Yamamoto (51,87) · Yoshihiro Okumura (49,75)                                                         | 3:35,22 AS  |

*Sportivul a participat doar la calificări, dar a primit o medalie.

### Feminin
| Probă sportivă               | Aur | Aur        | Argint | Argint     | Bronz | Bronz      |
| 50 m liber detalii           | Inge de Bruijn · Olanda (NED) | 24,58      | Malia Metella · Franța (FRA) | 24,89 RN   | Lisbeth Lenton · Australia (AUS)                                                                                           | 24,91      |
| 100 m liber detalii          | Jodie Henry · Australia (AUS) | 53,84      | Inge de Bruijn · Olanda (NED) | 54,16      | Natalie Coughlin · Statele Unite ale Americii (USA)                                                                        | 54,40      |
| 200 m liber detalii          | Camelia Potec · România (ROM) | 1:58,03    | Federica Pellegrini · Italia (ITA) | 1:58,22    | Solenne Figuès · Franța (FRA)                                                                                              | 1:58,45    |
| 400 m liber detalii          | Laure Manaudou · Franța (FRA) | 4:05,34 RE | Otylia Jędrzejczak · Polonia (POL) | 4:05,84    | Kaitlin Sandeno · Statele Unite ale Americii (USA)                                                                         | 4:06,19    |
| 800 m liber detalii          | Ai Shibata · Japonia (JPN) | 8:24,54    | Laure Manaudou · Franța (FRA) | 8:24,96    | Diana Munz · Statele Unite ale Americii (USA)                                                                              | 8:26,61    |
|                              | |            | |            | |            |
| 100 m spate detalii          | Natalie Coughlin · Statele Unite ale Americii (USA) | 1:00,37    | Kirsty Coventry · Zimbabwe (ZIM) | 1:00,50    | Laure Manaudou · Franța (FRA)                                                                                              | 1:00,88    |
| 200 m spate detalii          | Kirsty Coventry · Zimbabwe (ZIM) | 2:09,19 RA | Stanislava Komarova · Rusia (RUS) | 2:09,72    | Antje Buschschulte · Germania (GER) · Reiko Nakamura · Japonia (JPN)                                                       | 2:09,88    |
|                              | |            | |            | |            |
| 100 m bras detalii           | Luo Xuejuan · China (CHN) | 1:06,64 RO | Brooke Hanson · Australia (AUS) | 1:07,15    | Leisel Jones · Australia (AUS)                                                                                             | 1:07,16    |
| 200 m bras detalii           | Amanda Beard · Statele Unite ale Americii (USA) | 2:23,37 RO | Leisel Jones · Australia (AUS) | 2:23,60    | Anne Poleska · Germania (GER)                                                                                              | 2:25,82    |
|                              | |            | |            | |            |
| 100 m fluture detalii        | Petria Thomas · Australia (AUS) | 57,72      | Otylia Jędrzejczak · Polonia (POL) | 57,84      | Inge de Bruijn · Olanda (NED)                                                                                              | 57,99      |
| 200 m fluture detalii        | Otylia Jędrzejczak · Polonia (POL) | 2:06,05    | Petria Thomas · Australia (AUS) | 2:06,36    | Yuko Nakanishi · Japonia (JPN)                                                                                             | 2:08,04    |
|                              | |            | |            | |            |
| 200 m mixt detalii           | Iana Klocikova · Ucraina (UKR) | 2:11,14    | Amanda Beard · Statele Unite ale Americii (USA) | 2:11,70 AM | Kirsty Coventry · Zimbabwe (ZIM)                                                                                           | 2:12,72 RA |
| 400 m mixt detalii           | Iana Klocikova · Ucraina (UKR) | 4:34,83    | Kaitlin Sandeno · Statele Unite ale Americii (USA) | 4:34,95 AM | Georgina Bardach · Argentina (ARG)                                                                                         | 4:37,51 SA |
|                              | |            | |            | |            |
| 4x100 m liber detalii        | Australia · Alice Mills · Lisbeth Lenton · Petria Thomas · Jodie Henry · Sarah Ryan*                                                                              | 3:35,94 RM | Statele Unite ale Americii · Kara Lynn Joyce · Natalie Coughlin · Amanda Weir · Jenny Thompson · Lindsay Benko* · Maritza Correia* · Colleen Lanne*                                               | 3:36,39 AM | Olanda · Chantal Groot · Inge Dekker · Marleen Veldhuis · Inge de Bruijn · Annabel Kosten*                                 | 3:37,59 RN |
| 4x200 m liber detalii        | Statele Unite ale Americii · Natalie Coughlin · Carly Piper · Dana Vollmer · Kaitlin Sandeno · Lindsay Benko* · Rhi Jeffrey* · Rachel Komisarz*                   | 7:53,42 RM | China · Zhu Yingwen · Xu Yanwei · Yang Yu · Pang Jiaying · Li Ji* | 7:55,97 AS | Germania · Franziska van Almsick · Petra Dallmann · Antje Buschschulte · Hannah Stockbauer · Janina Götz* · Sara Harstick* | 7:57,37    |
| 4x100 m mixt ștafetă detalii | Australia · Giaan Rooney (1:01,18) OC · Leisel Jones (1:06,50) · Petria Thomas (56,67) · Jodie Henry (52,97) · Brooke Hanson* · Alice Mills* · Jessicah Schipper* | 3:57,32 RM | Statele Unite ale Americii · Natalie Coughlin (59,68) RO · Amanda Beard (1:06,32) · Jenny Thompson (58,81) · Kara Lynn Joyce (54,31) · Haley Cope* · Tara Kirk* · Rachel Komisarz* · Amanda Weir* | 3:59,12    | Germania · Antje Buschschulte (1:00,72) · Sarah Poewe (1:07,08) · Franziska van Almsick (58,54) · Daniela Götz (54,38)     | 4:00,72 RE |

* Sportiva a participat doar la calificări, dar a primit o medalie.

## Clasament pe medalii
| Loc   | Țară                       | Aur | Argint | Bronz | Total |
| ----- | -------------------------- | --- | ------ | ----- | ----- |
| 1     | Statele Unite ale Americii | 12  | 9      | 7     | 28    |
| 2     | Australia                  | 7   | 5      | 3     | 15    |
| 3     | Japonia                    | 3   | 1      | 4     | 8     |
| 4     | Olanda                     | 2   | 3      | 2     | 7     |
| 5     | Ucraina                    | 2   | –      | 1     | 3     |
| 6     | Franța                     | 1   | 2      | 3     | 6     |
| 7     | Polonia                    | 1   | 2      | –     | 3     |
| 8     | Africa de Sud              | 1   | 1      | 1     | 3     |
| 8     | Zimbabwe                   | 1   | 1      | 1     | 3     |
| 10    | China                      | 1   | 1      | –     | 2     |
| 11    | România                    | 1   | –      | 1     | 2     |
| 12    | Austria                    | –   | 2      | –     | 2     |
| 13    | Germania                   | –   | 1      | 4     | 5     |
| 14    | Ungaria                    | –   | 1      | 1     | 2     |
| 14    | Italia                     | –   | 1      | 1     | 2     |
| 16    | Croația                    | –   | 1      | –     | 1     |
| 16    | Rusia                      | –   | 1      | –     | 1     |
| 18    | Marea Britanie             | –   | –      | 2     | 2     |
| 19    | Argentina                  | –   | –      | 1     | 1     |
| 19    | Trinidad și Tobago         | –   | –      | 1     | 1     |
| Total | Total                      | 32  | 32     | 33    | 97    |